# Danh sách tiểu hành tinh: 12001–12100
| Tên                 | Tên đầu tiên | Ngày phát hiện       | Nơi phát hiện           | Người phát hiện                                  |
| ------------------- | ------------ | -------------------- | ----------------------- | ------------------------------------------------ |
| 12001 Gasbarini     | 1996 ED9     | 12 tháng 3 năm 1996  | Kitt Peak               | Spacewatch                                       |
| 12002 Suess         | 1996 FR1     | 19 tháng 3 năm 1996  | Ondřejov                | P. Pravec, L. Šarounová                          |
| 12003 Hideosugai    | 1996 FM5     | 20 tháng 3 năm 1996  | Nanyo                   | T. Okuni                                         |
| 12004 -             | 1996 JW1     | 15 tháng 5 năm 1996  | Haleakala               | NEAT                                             |
| 12005 Delgiudice    | 1996 KA3     | 19 tháng 5 năm 1996  | Socorro                 | R. Weber                                         |
| 12006 -             | 1996 OO      | 20 tháng 7 năm 1996  | Ondřejov                | L. Šarounová                                     |
| 12007 Fermat        | 1996 TD7     | 11 tháng 10 năm 1996 | Prescott                | P. G. Comba                                      |
| 12008 Kandrup       | 1996 TY9     | 11 tháng 10 năm 1996 | Catalina                | T. B. Spahr                                      |
| 12009 -             | 1996 UE      | 16 tháng 10 năm 1996 | Oizumi                  | T. Kobayashi                                     |
| 12010 -             | 1996 UN      | 18 tháng 10 năm 1996 | Kleť                    | Kleť                                             |
| 12011 -             | 1996 VT5     | 14 tháng 11 năm 1996 | Oizumi                  | T. Kobayashi                                     |
| 12012 Kitahiroshima | 1996 VH8     | 7 tháng 11 năm 1996  | Kitami                  | K. Endate, K. Watanabe                           |
| 12013 Sibatahosimi  | 1996 VU8     | 7 tháng 11 năm 1996  | Kitami                  | K. Endate, K. Watanabe                           |
| 12014 Bobhawkes     | 1996 VX15    | 5 tháng 11 năm 1996  | Kitt Peak               | Spacewatch                                       |
| 12015 -             | 1996 WA      | 16 tháng 11 năm 1996 | Oizumi                  | T. Kobayashi                                     |
| 12016 Green         | 1996 XC      | 1 tháng 12 năm 1996  | Prescott                | P. G. Comba                                      |
| 12017 -             | 1996 XC1     | 2 tháng 12 năm 1996  | Oizumi                  | T. Kobayashi                                     |
| 12018 -             | 1996 XJ15    | 10 tháng 12 năm 1996 | Xinglong                | Chương trình tiểu hành tinh Bắc Kinh Schmidt CCD |
| 12019 -             | 1996 XF19    | 8 tháng 12 năm 1996  | Oizumi                  | T. Kobayashi                                     |
| 12020 -             | 1996 XW19    | 11 tháng 12 năm 1996 | Oizumi                  | T. Kobayashi                                     |
| 12021 -             | 1996 XX19    | 12 tháng 12 năm 1996 | Oizumi                  | T. Kobayashi                                     |
| 12022 Hilbert       | 1996 XH26    | 15 tháng 12 năm 1996 | Prescott                | P. G. Comba                                      |
| 12023 -             | 1996 YJ      | 20 tháng 12 năm 1996 | Oizumi                  | T. Kobayashi                                     |
| 12024 -             | 1996 YN2     | 28 tháng 12 năm 1996 | Oizumi                  | T. Kobayashi                                     |
| 12025 -             | 1997 AJ1     | 2 tháng 1 năm 1997   | Oizumi                  | T. Kobayashi                                     |
| 12026 -             | 1997 AV1     | 3 tháng 1 năm 1997   | Oizumi                  | T. Kobayashi                                     |
| 12027 Masaakitanaka | 1997 AB5     | 3 tháng 1 năm 1997   | Chichibu                | N. Sato                                          |
| 12028 -             | 1997 AK7     | 9 tháng 1 năm 1997   | Oizumi                  | T. Kobayashi                                     |
| 12029 -             | 1997 AQ22    | 11 tháng 1 năm 1997  | Xinglong                | Chương trình tiểu hành tinh Bắc Kinh Schmidt CCD |
| 12030 -             | 1997 BF3     | 30 tháng 1 năm 1997  | Oizumi                  | T. Kobayashi                                     |
| 12031 Kobaton       | 1997 BY4     | 30 tháng 1 năm 1997  | Chichibu                | N. Sato                                          |
| 12032 Ivory         | 1997 BP5     | 31 tháng 1 năm 1997  | Prescott                | P. G. Comba                                      |
| 12033 Anselmo       | 1997 BD9     | 31 tháng 1 năm 1997  | Cima Ekar               | M. Tombelli, U. Munari                           |
| 12034 -             | 1997 CR      | 1 tháng 2 năm 1997   | Oizumi                  | T. Kobayashi                                     |
| 12035 Ruggieri      | 1997 CP13    | 1 tháng 2 năm 1997   | Pianoro                 | V. Goretti                                       |
| 12036 -             | 1997 CR19    | 11 tháng 2 năm 1997  | Oizumi                  | T. Kobayashi                                     |
| 12037 -             | 1997 CT19    | 11 tháng 2 năm 1997  | Chiyoda                 | T. Kojima                                        |
| 12038 -             | 1997 CE20    | 12 tháng 2 năm 1997  | Oizumi                  | T. Kobayashi                                     |
| 12039 -             | 1997 CB22    | 13 tháng 2 năm 1997  | Oizumi                  | T. Kobayashi                                     |
| 12040 Jacobi        | 1997 EK8     | 8 tháng 3 năm 1997   | Prescott                | P. G. Comba                                      |
| 12041 -             | 1997 EQ25    | 5 tháng 3 năm 1997   | Oohira                  | T. Urata                                         |
| 12042 Laques        | 1997 FC      | 17 tháng 3 năm 1997  | Ramonville              | C. Buil                                          |
| 12043 -             | 1997 FN      | 22 tháng 3 năm 1997  | Xinglong                | Chương trình tiểu hành tinh Bắc Kinh Schmidt CCD |
| 12044 Fabbri        | 1997 FU      | 29 tháng 3 năm 1997  | Montelupo               | M. Tombelli, G. Forti                            |
| 12045 Klein         | 1997 FH1     | 30 tháng 3 năm 1997  | Prescott                | P. G. Comba                                      |
| 12046 -             | 1997 FQ4     | 31 tháng 3 năm 1997  | Socorro                 | LINEAR                                           |
| 12047 Hideomitani   | 1997 GX3     | 3 tháng 4 năm 1997   | Kitami                  | K. Endate, K. Watanabe                           |
| 12048 -             | 1997 GW29    | 2 tháng 4 năm 1997   | Xinglong                | Chương trình tiểu hành tinh Bắc Kinh Schmidt CCD |
| 12049 -             | 1997 GT32    | 3 tháng 4 năm 1997   | Socorro                 | LINEAR                                           |
| 12050 Humecronyn    | 1997 HE14    | 27 tháng 4 năm 1997  | Kitt Peak               | Spacewatch                                       |
| 12051 Pícha         | 1997 JO      | 2 tháng 5 năm 1997   | Ondřejov                | L. Šarounová                                     |
| 12052 Aretaon       | 1997 JB16    | 3 tháng 5 năm 1997   | La Silla                | E. W. Elst                                       |
| 12053 Turtlestar    | 1997 PK2     | 9 tháng 8 năm 1997   | Starkenburg Observatory | Starkenburg                                      |
| 12054 -             | 1997 TT9     | 5 tháng 10 năm 1997  | Ondřejov                | L. Šarounová                                     |
| 12055 -             | 1997 YR11    | 30 tháng 12 năm 1997 | Oizumi                  | T. Kobayashi                                     |
| 12056 Yoshigeru     | 1997 YS11    | 30 tháng 12 năm 1997 | Oizumi                  | T. Kobayashi                                     |
| 12057 Alfredsturm   | 1998 DK1     | 18 tháng 2 năm 1998  | Starkenburg Observatory | Starkenburg                                      |
| 12058 -             | 1998 DV11    | 24 tháng 2 năm 1998  | Haleakala               | NEAT                                             |
| 12059 du Châtelet   | 1998 ED14    | 1 tháng 3 năm 1998   | La Silla                | E. W. Elst                                       |
| 12060 -             | 1998 FH2     | 20 tháng 3 năm 1998  | Socorro                 | LINEAR                                           |
| 12061 Alena         | 1998 FQ2     | 21 tháng 3 năm 1998  | Zeno                    | T. Stafford                                      |
| 12062 -             | 1998 FB10    | 24 tháng 3 năm 1998  | Caussols                | ODAS                                             |
| 12063 -             | 1998 FH11    | 22 tháng 3 năm 1998  | Oizumi                  | T. Kobayashi                                     |
| 12064 Guiraudon     | 1998 FZ15    | 28 tháng 3 năm 1998  | Caussols                | ODAS                                             |
| 12065 Jaworski      | 1998 FA33    | 20 tháng 3 năm 1998  | Socorro                 | LINEAR                                           |
| 12066 -             | 1998 FX39    | 20 tháng 3 năm 1998  | Socorro                 | LINEAR                                           |
| 12067 Jeter         | 1998 FH42    | 20 tháng 3 năm 1998  | Socorro                 | LINEAR                                           |
| 12068 Khandrika     | 1998 FZ53    | 20 tháng 3 năm 1998  | Socorro                 | LINEAR                                           |
| 12069 -             | 1998 FC59    | 20 tháng 3 năm 1998  | Socorro                 | LINEAR                                           |
| 12070 Kilkis        | 1998 FK63    | 20 tháng 3 năm 1998  | Socorro                 | LINEAR                                           |
| 12071 Davykim       | 1998 FV63    | 20 tháng 3 năm 1998  | Socorro                 | LINEAR                                           |
| 12072 Anupamakotha  | 1998 FA65    | 20 tháng 3 năm 1998  | Socorro                 | LINEAR                                           |
| 12073 Larimer       | 1998 FD66    | 20 tháng 3 năm 1998  | Socorro                 | LINEAR                                           |
| 12074 Carolinelau   | 1998 FZ68    | 20 tháng 3 năm 1998  | Socorro                 | LINEAR                                           |
| 12075 Legg          | 1998 FX69    | 20 tháng 3 năm 1998  | Socorro                 | LINEAR                                           |
| 12076 -             | 1998 FT70    | 20 tháng 3 năm 1998  | Socorro                 | LINEAR                                           |
| 12077 -             | 1998 FZ70    | 20 tháng 3 năm 1998  | Socorro                 | LINEAR                                           |
| 12078 -             | 1998 FJ72    | 20 tháng 3 năm 1998  | Socorro                 | LINEAR                                           |
| 12079 Kaibab        | 1998 FZ73    | 22 tháng 3 năm 1998  | Anderson Mesa           | LONEOS                                           |
| 12080 -             | 1998 FC111   | 31 tháng 3 năm 1998  | Socorro                 | LINEAR                                           |
| 12081 -             | 1998 FH115   | 31 tháng 3 năm 1998  | Socorro                 | LINEAR                                           |
| 12082 -             | 1998 FS118   | 31 tháng 3 năm 1998  | Socorro                 | LINEAR                                           |
| 12083 -             | 1998 FS121   | 20 tháng 3 năm 1998  | Socorro                 | LINEAR                                           |
| 12084 Unno          | 1998 FL125   | 22 tháng 3 năm 1998  | Geisei                  | T. Seki                                          |
| 12085 -             | 1998 HV19    | 18 tháng 4 năm 1998  | Socorro                 | LINEAR                                           |
| 12086 Joshualevine  | 1998 HC22    | 20 tháng 4 năm 1998  | Socorro                 | LINEAR                                           |
| 12087 Tiffanylin    | 1998 HB30    | 20 tháng 4 năm 1998  | Socorro                 | LINEAR                                           |
| 12088 Macalintal    | 1998 HZ31    | 20 tháng 4 năm 1998  | Socorro                 | LINEAR                                           |
| 12089 Maichin       | 1998 HO35    | 20 tháng 4 năm 1998  | Socorro                 | LINEAR                                           |
| 12090 -             | 1998 HX36    | 20 tháng 4 năm 1998  | Socorro                 | LINEAR                                           |
| 12091 Jesmalmquist  | 1998 HS96    | 21 tháng 4 năm 1998  | Socorro                 | LINEAR                                           |
| 12092 -             | 1998 HH97    | 21 tháng 4 năm 1998  | Socorro                 | LINEAR                                           |
| 12093 Chrimatthews  | 1998 HF99    | 21 tháng 4 năm 1998  | Socorro                 | LINEAR                                           |
| 12094 Mazumder      | 1998 HX99    | 21 tháng 4 năm 1998  | Socorro                 | LINEAR                                           |
| 12095 Pinel         | 1998 HE102   | 25 tháng 4 năm 1998  | La Silla                | E. W. Elst                                       |
| 12096 -             | 1998 HL120   | 23 tháng 4 năm 1998  | Socorro                 | LINEAR                                           |
| 12097 -             | 1998 HG121   | 23 tháng 4 năm 1998  | Socorro                 | LINEAR                                           |
| 12098 -             | 1998 HV122   | 23 tháng 4 năm 1998  | Socorro                 | LINEAR                                           |
| 12099 Meigooni      | 1998 HQ124   | 23 tháng 4 năm 1998  | Socorro                 | LINEAR                                           |
| 12100 Amiens        | 1998 HR149   | 25 tháng 4 năm 1998  | La Silla                | E. W. Elst                                       |